# Leptomastix abyssinica
Leptomastix abyssinica är en stekelart som beskrevs av Compere 1931. Leptomastix abyssinica ingår i släktet Leptomastix och familjen sköldlussteklar. Inga underarter finns listade i Catalogue of Life.